# Gran Hermano VIP (Espanya)
Gran Hermano VIP (també conegut per les sigles GH VIP) és un programa de televisió del gènere reality show on, durant diverses setmanes, un grup de concursants famosos intenta superar les expulsions que l'audiència decideix periòdicament i així aconseguir el premi final. El format va ser creat per l'holandès John de Mol i desenvolupat per la seva productora, Endemol. Ha estat emès en més de 70 països, reportant a la companyia audiovisual importants beneficis.

## Format
Un grup de famosos concursants, seleccionats d'un càsting previ al concurs, conviuen en una casa dissenyada per a això, en la qual són filmats per càmeres i micròfons durant les 24 hores del dia. Els habitants de la casa tenen totalment prohibit qualsevol tipus de contacte amb l'exterior, anul·lant també la televisió, la ràdio, la internet, la música, els llibres o llapis, entre altres coses de menor importància. Solament podran rebre ajuda psicològica si ells així ho desitgen. La durada del programa és de 3 mesos aproximadament.
Com a obligació, els concursants tenen diferents tasques per mantenir la casa, i han de superar les proves setmanals propostes per l'organització. Cada concursant rep un pressupost setmanal per adquirir menjar i altres productes, que variarà segons les realitzin. Les proves són dissenyades per comprovar la seva capacitat de treball en equip.
Cada setmana, dins d'un procés de votació, secreta, els concursants donen els noms dels companys que volen veure fora de la casa. Finalment, els que obtenen la puntuació més gran són els nominats. Després d'una setmana d'espera, se'ls comunica la decisió de l'audiència, que ha estat votant per decidir qui ha de ser expulsat. En aquest mateix instant, el concursant triat ha d'abandonar la casa. Comença llavors una entrevista en primícia per al programa. L'últim que romangui a la casa serà el guanyador d'una substancial summa de diners, la qual ha variat notablement entre les diferents versions internacionals.
Malgrat el rebuig de l'esfera intel·lectual, el programa ha estat un èxit comercial a tot el món. Les crítiques se centren bàsicament que els aspectes irònics de l'obra de George Orwell són adaptats erròniament amb l'únic propòsit de crear entreteniment per a grans masses. Més concretament, la naturalesa voyeurística del format, on els concursants accedeixen voluntàriament a cedir la seva privadesa a canvi d'un premi, ha estat origen de gra

## Gran Hermano VIP 8 (2023)
- 14 de setembre de 2023 - 29 de desembre de 2023.

El 15 de juny del 2023, Mediaset Espanya va anunciar que s'estava treballant en el retorn de Gran Hermano VIP a la televisió. En aquesta etapa, el format comptaria amb Marta Flich com a presentadora de les gales setmanals i els Límit 48 hores, tornant aquests últims a Telecinco després de dues edicions a Cuatro, mentre que Ion Aramendi es faria càrrec dels debats. Quant al resum diari, va tornar el format sense presentador per a la seva emissió a Mitele i a les matinades de Telecinco, seguint també el canal 24 hores a la plataforma en línia.
Entre les novetats d'aquesta edició, va entrar en joc la màquina dels desitjos, amb la qual aconseguirien coses temptadores a nivell individual o d'equip restant, en cas d'acceptar-les, diners dels 150.000 euros del premi del guanyador. Així mateix, va introduir la figura del concursant infiltrat durant la primera setmana, el qual no participaria realment ni optaria al premi, sinó que serviria per a la prova d'immunitat de la segona gala, aconseguint-la qui el descobrís i entrant un altre concursant de ple dret al seu lloc.

### Concursants
| Participants        | Procedència                | Edat    | Conegut per...                                  | Duració   | Informació                       |
| ------------------- | -------------------------- | ------- | ----------------------------------------------- | --------- | -------------------------------- |
| Albert Infante      | Mataró                     | 25 anys | Ballarí i concursant de Got Talent España       |           |                                  |
| Alex Caniggia       | Buenos Aires               | 30 anys | Fill de Claudio Caniggia                        |           |                                  |
| Carmen Alcayde      | València                   | 50 anys | Presentadora de TV                              |           |                                  |
| Gustavo Guillermo   | Madrid                     | 67 anys | Xofer de María Teresa Campos                    |           |                                  |
| Javier Fernández    | Madrid                     | 32 anys | Patinador Olímpic                               |           |                                  |
| Jessica Bueno       | Sevilla                    | 33 anys | Model i exparella de Kiko Rivera                |           |                                  |
| Karina              | Jaén                       | 77 anys | Cantant                                         |           |                                  |
| Laura Bozzo         | Callao                     | 72 anys | Presentadora de TV                              |           |                                  |
| Luitingo            | Sevilla                    | 32 anys | Cantant                                         | Guanyador |                                  |
| Marta Castro        | Madrid                     | 39 anys | Exparella de Fonsi Nieto i influencer           |           |                                  |
| Michael Terlizzi    | Milà                       | 36 anys | Model i concursant de MYHYV                     |           |                                  |
| Pilar Llori         | Madrid                     | 26 anys | Concursant de FBoy Island                       |           |                                  |
| Sol Macaluso        | Buenos Aires               | 28 anys | Periodista                                      |           |                                  |
| Susana Bianca       | Les Palmes de Gran Canària | 31 anys | Model curvy                                     |           |                                  |
| Zeus Montiel        | Sòria                      | 40 anys | Fill de Sara Montiel                            |           |                                  |
| Oriana Marzoli*     | Madrid                     | 31 anys | Tronista de MYHYV                               | 15 dies   | Abandonament                     |
| Luca Dazi           | Barcelona                  | 19 anys | Tiktoker i concursant de Masterchef 11          | 14 dies   | 1er expulsat                     |
| Pedro García Aguado | Madrid                     | 54 anys | Presentador, escriptor i exjugador de waterpolo | 7 díes    | Colibrí / Abandonament voluntari |

* Oriana Marzoli ja va participar prèviament a “Gran Hermano VIP 6”.

### Estadístiques setmanals
|              | Gala 1    | Gala 2     | Gala 2   | Gala 3                                          | Gala 4                                                                      | Gala 5                                              | Gala 6                                                         | Gala 6                                                         | Gala 7                                          | Gala 8                                             | Gala 9                                             | Gala 10                                             | Gala 10                                             | Gala 11                                                      | Gala 12                                                                       | DBT 12             | Gala 13                                                 | Gala 14                                                          | DBT 14                                              | Gala 15                           | Final                  | Final        |
| ------------ | --------- | ---------- | -------- | ----------------------------------------------- | --------------------------------------------------------------------------- | --------------------------------------------------- | -------------------------------------------------------------- | -------------------------------------------------------------- | ----------------------------------------------- | -------------------------------------------------- | -------------------------------------------------- | --------------------------------------------------- | --------------------------------------------------- | ------------------------------------------------------------ | ----------------------------------------------------------------------------- | ------------------ | ------------------------------------------------------- | ---------------------------------------------------------------- | --------------------------------------------------- | --------------------------------- | ---------------------- | ------------ |
| Naomi        |           |            |          |                                                 |                                                                             | Aspirant                                            | Entra                                                          | Entra                                                          | Nominada                                        | Salvada                                            | Salvada                                            | Nominada                                            | Nominada                                            | Salvada                                                      | Salvada                                                                       | Salvada            | Finalista                                               | Finalista                                                        | Finalista                                           | Finalista                         | Finalista              | Guanyadora   |
| Luitingo     | Entra     | Salvat     | Salvat   | Salvat                                          | Salvat                                                                      | Salvat                                              | Nominat                                                        | Nominat                                                        | Expulsat                                        |                                                    | Candidat                                           | Elim.                                               | Tor.                                                | Salvat                                                       | Nominat                                                                       | Nominat            | Finalista                                               | Finalista                                                        | Finalista                                           | Finalista                         | Finalista              | 2n Fin.      |
| Albert       | Entra     | Salvat     | Salvat   | Inmune                                          | Nominat                                                                     | Nominat                                             | Expulsat                                                       | Expulsat                                                       |                                                 |                                                    | Candidat                                           | Repesca                                             | Repesca                                             | Salvat                                                       | Salvat                                                                        | Salvat             | Finalista                                               | Finalista                                                        | Finalista                                           | Finalista                         | 3r Fin.                |              |
| Laura        | Entra     | Inmune     | Inmune   | Nominada                                        | Nominada                                                                    | Salvada                                             | Nominada                                                       | Nominada                                                       | Salvada                                         | Nominada                                           | Nominada                                           | Nominada                                            | Nominada                                            | Nominada                                                     | Finalista                                                                     | Nominada           | Finalista                                               | Finalista                                                        | Finalista                                           | 4.ª Fin.                          |                        |              |
| Michael      | Entra     | Salvat     | Salvat   | Nominat                                         | Salvat                                                                      | Salvat                                              | Inmune                                                         | Inmune                                                         | Salvat                                          | Nominat                                            | Nominat                                            | Nominat                                             | Nominat                                             | Nominat                                                      | Nominat                                                                       | Nominat            | Finalista                                               | Finalista                                                        | 5è Fin.                                             |                                   |                        |              |
| Carmen       | Entra     | Salvada    | Salvada  | Salvada                                         | Salvada                                                                     | Salvada                                             | Nominada                                                       | Nominada                                                       | Nominada                                        | Nominada                                           | Nominada                                           | Nominada                                            | Nominada                                            | Nominada                                                     | Salvada                                                                       | Salvada            | Finalista                                               | 6.ª Fin.                                                         | Visita                                              | Visita                            |                        |              |
| Pilar        | Entra     | Salvada    | Salvada  | Salvada                                         | Nominada                                                                    | Expulsada                                           |                                                                |                                                                |                                                 |                                                    | Candidata                                          | Repesca                                             | Repesca                                             | Nominada                                                     | Nominada                                                                      | Nominada           | Expulsada                                               |                                                                  | Visita                                              | Visita                            |                        |              |
| Jessica      | Entra     | Salvada    | Salvada  | Nominada                                        | Salvada                                                                     | Nominada                                            | Salvada                                                        | Salvada                                                        | Salvada                                         | Salvada                                            | Salvada                                            | Salvada                                             | Salvada                                             | Nominada                                                     | Expulsada                                                                     |                    |                                                         |                                                                  | Visita                                              | Visita                            |                        |              |
| Zeus         | Entra     | Nominat    | Nominat  | Inmune                                          | Salvat                                                                      | Nominat                                             | Salvat                                                         | Salvat                                                         | Salvat                                          | Salvat                                             | Salvat                                             | Nominat                                             | Nominat                                             | Expulsat                                                     |                                                                               |                    |                                                         |                                                                  |                                                     |                                   |                        |              |
| Susana       | Entra     | Salvada    | Salvada  | Salvada                                         | Salvada                                                                     | Nominada                                            | Exp.                                                           | Torn.                                                          | Salvada                                         | Salvada                                            | Nominada                                           | Expulsada                                           | Expulsada                                           |                                                              |                                                                               |                    |                                                         |                                                                  |                                                     |                                   |                        |              |
| Avilés       |           |            |          |                                                 |                                                                             | Aspirant                                            | Entra                                                          | Entra                                                          | Salvat                                          | Nominat                                            | Expulsat                                           |                                                     |                                                     |                                                              |                                                                               |                    |                                                         |                                                                  |                                                     |                                   |                        |              |
| Marta        | Entra     | Salvada    | Salvada  | Salvada                                         | Salvada                                                                     | Salvada                                             | Salvada                                                        | Salvada                                                        | Nominada                                        | Expulsada                                          |                                                    |                                                     |                                                     |                                                              |                                                                               |                    |                                                         |                                                                  |                                                     |                                   |                        |              |
| Gustavo      | Entra     | Salvat     | Salvat   | Salvat                                          | Nominat                                                                     | Nominat                                             | Salvat                                                         | Salvat                                                         | Salvat                                          | Exp.discip.                                        |                                                    |                                                     |                                                     |                                                              |                                                                               |                    |                                                         |                                                                  | Visita                                              |                                   |                        |              |
| Álex         | Entra     | Nominat    | Nominat  | Nominat                                         | Salvat                                                                      | Inmune                                              | Nominat                                                        | Nominat                                                        | Salvat                                          | Exp.discip.                                        |                                                    |                                                     |                                                     |                                                              |                                                                               |                    |                                                         |                                                                  | Visita                                              | Visita                            |                        |              |
| Javier       |           | Entra      | Entra    | Salvat                                          | Salvat                                                                      | Nominado                                            | Salvat                                                         | Salvat                                                         | Nominat                                         | Abandó                                             |                                                    |                                                     |                                                     |                                                              |                                                                               |                    |                                                         |                                                                  |                                                     |                                   |                        |              |
| Yiya         |           |            |          |                                                 |                                                                             | Aspirant                                            | Eliminada                                                      | Eliminada                                                      |                                                 |                                                    |                                                    |                                                     |                                                     |                                                              |                                                                               |                    |                                                         |                                                                  |                                                     |                                   |                        |              |
| Karina       | Entra     | Nominada   | Nominada | Nominada                                        | Salvada                                                                     | Abandono                                            |                                                                |                                                                |                                                 |                                                    |                                                    |                                                     |                                                     |                                                              |                                                                               |                    |                                                         |                                                                  |                                                     |                                   |                        |              |
| Sol          | Entra     | Salvada    | Salvada  | Nominada                                        | Expulsada                                                                   |                                                     |                                                                |                                                                |                                                 |                                                    |                                                    |                                                     |                                                     |                                                              |                                                                               |                    |                                                         |                                                                  |                                                     |                                   |                        |              |
| Oriana       | Entra     | Salvada    | Salvada  | Salvada                                         | Abandono                                                                    |                                                     |                                                                |                                                                |                                                 |                                                    |                                                    |                                                     |                                                     |                                                              |                                                                               |                    |                                                         |                                                                  |                                                     |                                   |                        |              |
| Luca         | Entra     | Nominat    | Nominat  | Expulsat                                        |                                                                             |                                                     |                                                                |                                                                |                                                 |                                                    |                                                    |                                                     |                                                     |                                                              |                                                                               |                    |                                                         |                                                                  |                                                     |                                   |                        |              |
| Pedro        | Infiltrat | Desvetllat |          |                                                 |                                                                             |                                                     |                                                                |                                                                |                                                 |                                                    |                                                    |                                                     |                                                     |                                                              |                                                                               |                    |                                                         |                                                                  |                                                     |                                   |                        |              |
|              |           |            |          |                                                 |                                                                             |                                                     |                                                                |                                                                |                                                 |                                                    |                                                    |                                                     |                                                     |                                                              |                                                                               |                    |                                                         |                                                                  |                                                     |                                   |                        |              |
| Eliminats    |           |            |          | Luca 69%                                        | Sol 75%                                                                     | Pilar 64%                                           | Susana 38% (Entre 3) Albert 50,7%                              | Susana 38% (Entre 3) Albert 50,7%                              | Luitingo 67%                                    | Marta 73%                                          | Avilés 85%                                         | Susana 77%                                          | Susana 77%                                          | Zeus 54%                                                     | Jessica 54%                                                                   | Nominación anulada | Pilar 50,1%                                             | Carmen 9,7%                                                      | Michael 9,6%                                        | Laura 14%                         | Albert 27%             | Luitingo 43% |
| No eliminats |           |            |          | Álex 31% Zeus 17% (Entre 3) Karina 5% (Entre 4) | Laura 25% Álex 19% (Entre 3) Karina Jessica Michael Menos votados (Entre 6) | Gustavo 36% Albert 15% (Entre 3) Laura 9% (Entre 4) | Gustavo 49,3% Javier 7% (Entre 4) Zeus 5% Jessica 3% (Entre 6) | Gustavo 49,3% Javier 7% (Entre 4) Zeus 5% Jessica 3% (Entre 6) | Carmen 33% Laura 9% (Entre 3) Álex 5% (Entre 4) | Naomi 27% Javier 12% (Entre 3) Carmen 8% (Entre 4) | Carmen 15% Michael 8% (Entre 3) Laura 6% (Entre 4) | Michael 23% Carmen 18% (Entre 3) Laura 8% (Entre 4) | Michael 23% Carmen 18% (Entre 3) Laura 8% (Entre 4) | Laura 46% Michael 27% (Entre 3) Naomi 7% Carmen 5% (Entre 5) | Pilar 46% Laura Menos votada (Entre 3) Carmen Michael Menos votados (Entre 5) | Nominación anulada | Luitingo 49,9% Laura 27% (Entre 3) Michael 2% (Entre 4) | Michael 9,8% Laura 11,9% Albert 17,5% Luitingo 20,5% Naomi 30,6% | Laura 13,2% Albert 20,1% Luitingo 23,5% Naomi 33,6% | Albert 23% Luitingo 27% Naomi 36% | Luitingo 32% Naomi 41% | Naomi 57%    |

Els presentadors d’aquesta octava edició van ser:
- Marta Flich: Gales setmanals.
- Ion Aramendi: Debats.
- Lara Álvarez: Última hora.

| Sofía     | Entra | Salvada  | Salvada  | Nominada  | Immune   | Nominada  | Immune   | Immune   | Immune   | Nominada  | Immune    | Nominada  | Nominada | Finalista  | Finalista  | Finalista | Guanyadora |  |  |  |  |  |  |  |  |  |  |  |  |  |  |
| Maite     | Entra | Salvada  | Salvada  | Nominada  | Immune   | Nominada  | Immune   | Immune   | Immune   | Nominada  | Immune    | Nominada  | Nominada | Finalista  | Finalista  | Finalista | Segona     |  |  |  |  |  |  |  |  |  |  |  |  |  |  |
| Miguel    | Entra | Salvat   | Immune   | Salvat    | Salvat   | Salvat    | Salvat   | Salvat   | Salvat   | Salvat    | Nominat   | Immune    | Salvat   | Finalistes | Finalistes | Tercers   |            |  |  |  |  |  |  |  |  |  |  |  |  |  |  |
| Sandra    | Entra | Immune   | Salvada  | Salvada   | Nominada | Nominada  | Nominada | Salvada  | Salvada  | Salvada   | Nominada  | Salvada   | Immune   | Finalista  | Quarta     |           |            |  |  |  |  |  |  |  |  |  |  |  |  |  |  |
| Úrsula    | Entra | Salvada  | Immune   | Salvada   | Salvada  | Salvada   | Salvada  | Salvada  | Salvada  | Salvada   | Nominada  | Immune    | Nominada | Expulsada  |            |           |            |  |  |  |  |  |  |  |  |  |  |  |  |  |  |
| Cristiano | Entra | Salvat   | Nominat  | Salvat    | Salvat   | Salvat    | Nominat  | Salvat   | Salvat   | Immune    | Nominat   | Nominat   | Expulsat |            |            |           |            |  |  |  |  |  |  |  |  |  |  |  |  |  |  |
| Edurne    | Entra | Salvada  | Salvada  | Salvada   | Salvada  | Salvada   | Salvada  | Nominada | Nominada | Salvada   | Nominada  | Expulsada |          |            |            |           |            |  |  |  |  |  |  |  |  |  |  |  |  |  |  |
| Belén     | Entra | Salvada  | Nominada | Immune    | Salvada  | Immune    | Salvada  | Nominada | Nominada | Nominada  | Expulsada |           |          |            |            |           |            |  |  |  |  |  |  |  |  |  |  |  |  |  |  |
| Paz       | Entra | Salvada  | Nominada | Immune    | Salvada  | Immune    | Salvada  | Nominada | Nominada | Expulsada |           |           |          |            |            |           |            |  |  |  |  |  |  |  |  |  |  |  |  |  |  |
| Risto     | Entra | Salvat   | Salvat   | Salvat    | Salvat   | Salvat    | Salvat   | Nominat  | Expulsat |           |           |           |          |            |            |           |            |  |  |  |  |  |  |  |  |  |  |  |  |  |  |
| Julen     | Entra | Immune   | Salvat   | Salvat    | Nominat  | Nominat   | Nominat  | Expulsat |          |           |           |           |          |            |            |           |            |  |  |  |  |  |  |  |  |  |  |  |  |  |  |
| Javier C. | Entra | Nominat  | Salvat   | Nominat   | Nominat  | Nominat   | Abandona |          |          |           |           |           |          |            |            |           |            |  |  |  |  |  |  |  |  |  |  |  |  |  |  |
| Emmy      | Entra | Nominada | Salvada  | Nominada  | Nominada | Expulsada |          |          |          |           |           |           |          |            |            |           |            |  |  |  |  |  |  |  |  |  |  |  |  |  |  |
| Luca      | Entra | Nominat  | Salvat   | Nominat   | Expulsat |           |          |          |          |           |           |           |          |            |            |           |            |  |  |  |  |  |  |  |  |  |  |  |  |  |  |
| Georgina  | Entra | Salvada  | Nominada | Expulsada |          |           |          |          |          |           |           |           |          |            |            |           |            |  |  |  |  |  |  |  |  |  |  |  |  |  |  |
| Javier A. | Entra | Nominat  | Expulsat |           |          |           |          |          |          |           |           |           |          |            |            |           |            |  |  |  |  |  |  |  |  |  |  |  |  |  |  |

## Palmarès Gran Hermano VIP
| Edició                       | Data | Presentador          | Cadena    | Guanyador        | Segon              | Tercer           |
| ---------------------------- | ---- | -------------------- | --------- | ---------------- | ------------------ | ---------------- |
| Gran Hermano VIP: El desafío | 2004 | Jesús Vázquez        | Telecinco | Marlène Mourreau | Juan Camus         | Rody Aragón      |
| Gran Hermano VIP 2           | 2005 | Jesús Vázquez        | Telecinco | Ivonne Armant    | Brito Arceo        | Tontxu           |
| Gran Hermano VIP 3           | 2015 | Jordi González       | Telecinco | Belén Esteban    | Aguasantas Vilches | Coman Mitogo     |
| Gran Hermano VIP 4           | 2016 | Jordi González       | Telecinco | Laura Matamoros  | Carlos Lozano      | Rappel           |
| Gran Hermano VIP 5           | 2017 | Jordi González       | Telecinco | Alyson Eckmann   | Daniela Blume      | Irma Soriano     |
| Gran Hermano VIP 6           | 2018 | Jorge Javier Vázquez | Telecinco | Miriam Saavedra  | Suso Álvarez       | El Koala         |
| Gran Hermano VIP 7           | 2019 | Jorge Javier Vázquez | Telecinco | Adara Molinero   | Alba Carrillo      | Mila Ximénez (†) |
| Gran Hermano VIP 8           | 2023 | Marta Flich          | Telecinco | Naomí Asensi     |                    |                  |

## Audiències
| Edició                       | Data d'Emisió | Cadena    | Espectadors | Cuota  | Gran Final        |
| ---------------------------- | ------------- | --------- | ----------- | ------ | ----------------- |
| Gran Hermano VIP: El Desafío | 2004          | Telecinco | 4 294 000   | 26,9%  | 5 935 000 (36,6%) |
| Gran Hermano VIP 2           | 2005          | Telecinco | 3 968 000   | 25,7%  | 4 605 000 (33,5%) |
| Gran Hermano VIP 3           | 2015          | Telecinco | 3 989 000   | 29,9%  | 4 919 000 (35,9%) |
| Gran Hermano VIP 4           | 2016          | Telecinco | 2 941 000   | 23,6%  | 3 622 000 (27,0%) |
| Gran Hermano VIP 5           | 2017          | Telecinco | 2 109 000   | 18,3%  | 2 157 000 (21,3%) |
| Gran Hermano VIP 6           | 2018          | Telecinco | 3 123 000   | 29,7%  | 3 649 000 (32,6%) |
| Gran Hermano VIP 7           | 2019          | Telecinco | 3 257 000   | 32,3%  | 4 231 000 (38,5%) |
| Gran Hermano VIP 8           | 2023          | Telecinco | 994 000*    | 12,9%* | TBD               |